# Leith
Leith (gael. Lìte) - wcześniej oddzielne miasto, dziś jedna z dzielnic Edynburga. Dzielnica położona jest nad zatoką Firth of Forth w Szkocji.

## Historia
Leith był pierwotnie niezależnym miastem portowym poza Edynburgiem. Prowadził ożywione kontakty handlowe z miastami Francji i Skandynawii. Szczególnie dużo sprowadzano stosunkowo młodego, czerwonego wina, które dojrzewało następnie w tutejszych piwnicach.
Leith miał także szczególne znaczenie dla rozwoju golfa, założono tu w 1744 klub golfowy Golfers of Leith, będący dziś jednym z najstarszych na świecie.
W czerwcu 1811 roku według spisu ludności, Leith posiadał 20.000 mieszkańców.
Jednak czasy świetności dla miasta zakończyły się wraz z nadejściem lat 20 XX wieku, kiedy to port podupadł a większa część ludności miasta żyła na granicy ubóstwa. Po II wojnie światowej wzrosła liczba narkomanów, ponadto notowano tu ponadprzeciętną liczbę zachorowań na AIDS.
Leith zaczął stopniowo podnosić się wraz z rozwojem turystyki w latach 90. XX wieku.
Obecnie dzielnica posiada znaczącą polską mniejszość.